# Agim Murati
Pour les articles homonymes, voir Murati (homonymie).
Agim Murati (né en 1953 en Albanie) est un footballeur international albanais.
Il est connu pour avoir terminé meilleur buteur du championnat d'Albanie lors des saisons 1977, 1978 et 1979, avec respectivement 12, 14 et 14 buts inscrits.